# Limido Comasco
Limido Comasco är en ort och kommun i provinsen Como i regionen Lombardiet i Italien. Kommunen hade 3 853 invånare (2018).